# 福島加津也+冨永祥子建築設計事務所
福島加津也+冨永祥子建築設計事務所（ふくしまかつや＋とみながしょうこけんちくせっけいじむしょ、FT Architects）は、福島加津也と冨永祥子が主宰するアトリエ系建築設計事務所。

## おもな作品
福島加津也#主な作品を参照。

## 受賞
福島加津也#受賞を参照。